# Минулої ночі у Сохо (фільм)
«Минулої ночі у Сохо» (англ. Last Night in Soho) — психологічний трилер з елементами жахів режисера Едгара Райта за сценарієм Райта та Крісті Вільсон-Кернс. У ролях: Аня Тейлор-Джой, Томасін Харкорт Маккензі, Метт Сміт, Діана Рігг, Рита Ташінґем і Теренс Стемп. Фільм присвячений молодій дівчині-дизайнерці одягу, яка потрапляє у 1960-ті роки.
Прем'єра відбулася 4 вересня 2021 року на 78-й Венеційському міжнародному кінофестивалі, а широкий прокат фільму запланований Focus Features на 29 жовтня 2021 року.

## Сюжет
Молода дівчина, яка захоплюється дизайном моди, загадково потрапляє в 1960-ті роки, де стикається зі своїм кумиром. Але Лондон 60-тих не такий, як здається на перший погляд.

## У ролях
- Аня Тейлор-Джой у ролі Сенді
- Томасін Мак-Кензі в ролі Елоїзи
- Метт Сміт в ролі Джека
- Діана Рігг у ролі міс Коллінз
- Рита Ташінґем у ролі Пеггі Тернер
- Теренс Стемп у ролі срібноволосого джентльмена
- Джессі Мей Лі в ролі Лари
- Синнове Карлсен у ролі Йокасти
- Сем Клафлін в ролі детектива Ліндсі

## Виробництво

### Розробка
У січні 2019 року Едгар Райт заявив, що його наступною роботою буде психологічний фільм жахів, за сценарієм Крісті Вільсон-Кернс.

### Кастинг
У лютому 2019 року до акторського складу приєдналися Аня Тейлор-Джой, Метт Сміт та Томасін Харкорт Маккензі, а в червні того ж року: Діана Рігг, Теренс Стем, Ріта Тушингем, Майкл Аджао та Синнове Карлсен. Діана Рігг померла незабаром після закінчення виробництва, останню ніч у Сохо її останньою роллю в кіно. Це також остання поява Маргарет Нолан, яка померла в жовтні 2020 року.

### Зйомки
Зйомки розпочались 23 травня 2019 року, а завершились 30 серпня 2019 року. Фільм натхненний іншими британськими фільмами жахів, такими як «А тепер не дивися» Ніколя Рога та «Відраза» Романа Поланскі. Райт опублікував кілька фотографій у своєму акаунті в Instagram щодо додаткових зйомок, розпочатих 24 червня 2020 року та завершених 5 серпня 2020 року.

## Випуск
Випуск у широкий прокат запланований на 29 жовтня 2021 року. Спочатку його планували випустити 25 вересня 2020 року, але було відкладено до 23 квітня 2021 року через пандемію COVID-19 перш ніж знову затриматися на жовтень.